# Argyrodes coactatus
Argyrodes coactatus là một loài nhện trong họ Theridiidae.
Loài này thuộc chi Argyrodes. Argyrodes coactatus được miêu tả năm 1988 bởi Lopez.